# Jules Lewal
Jules Louis Lewal, född 13 december 1823, död 22 januari 1908, var en fransk militär.
Lewal inträdde i armén 1846, deltog i fälttåget i Algeriet 1848, i Italien 1859 som skvadronchef och i 1870–71 års krig som överste och generalstabsofficer vid Rhenarmén, blev brigadgeneral 1874, divisionsgeneral 1880 och erhöll avsked 1888. Lewal var 1877–80 chef för krigshögskolan, 1883–88 armékårschef och januari-mars 1885 krigsminister. Han var en flitig militär författare och utgav bland annat Études de guerre (4 band, 1877–83).